# Mark Fraser
Mark Alexander Fraser, född 29 september 1986 i Ottawa, Ontario, är en kanadensisk professionell ishockeyspelare som tillhör NHL-organisationen Ottawa Senators och spelar för deras primära samarbetspartner Binghamton Senators i American Hockey League (AHL). Han har tidigare spelat på NHL-nivå för New Jersey Devils, Toronto Maple Leafs och Edmonton Oilers och på lägre nivåer för Albany River Rats, Lowell Devils, Syracuse Crunch, Toronto Marlies och Albany Devils i American Hockey League (AHL) och Kitchener Rangers i Ontario Hockey League (OHL).
Fraser draftades i tredje rundan i 2005 års draft av New Jersey Devils som 84:e spelare totalt.

## Statistik
| 2001–2002  | Gloucester Rangers Minor Midget AA | OEMMHL     | 45  | 4 | 12 | 16 | 46  | —  | — | — | — | —  |
| 2002–2003  | Gloucester Rangers                 | CJHL       | 5   | 0 | 0  | 0  | 4   | —  | — | — | — | —  |
| 2003–2004  | Gloucester Rangers                 | CJHL       | 50  | 0 | 11 | 11 | 105 | 20 | 0 | 3 | 3 | 32 |
| 2004–2005  | Kitchener Rangers                  | OHL        | 58  | 0 | 8  | 8  | 96  | 15 | 0 | 3 | 3 | 26 |
| 2005–2006  | Kitchener Rangers                  | OHL        | 59  | 0 | 5  | 5  | 129 | 5  | 0 | 1 | 1 | 4  |
|            | Albany River Rats                  | AHL        | 4   | 0 | 0  | 0  | 2   | —  | — | — | — | —  |
| 2006–2007  | New Jersey Devils                  | NHL        | 7   | 0 | 0  | 0  | 7   | —  | — | — | — | —  |
|            | Lowell Devils                      | AHL        | 71  | 1 | 8  | 9  | 73  | —  | — | — | — | —  |
| 2007–2008  | Lowell Devils                      | AHL        | 79  | 1 | 17 | 18 | 96  | —  | — | — | — | —  |
| 2008–2009  | Lowell Devils                      | AHL        | 74  | 3 | 14 | 17 | 152 | —  | — | — | — | —  |
| 2009–2010  | New Jersey Devils                  | NHL        | 61  | 3 | 3  | 6  | 36  | 1  | 0 | 0 | 0 | 0  |
| 2010–2011  | New Jersey Devils                  | NHL        | 26  | 0 | 2  | 2  | 29  | —  | — | — | — | —  |
|            | Albany Devils                      | AHL        | 5   | 0 | 1  | 1  | 0   | —  | — | — | — | —  |
| 2011–2012  | New Jersey Devils                  | NHL        | 4   | 0 | 0  | 0  | 14  | —  | — | — | — | —  |
|            | Syracuse Crunch                    | AHL        | 25  | 0 | 5  | 5  | 35  | —  | — | — | — | —  |
|            | Toronto Marlies                    | AHL        | 20  | 0 | 2  | 2  | 32  | 17 | 0 | 3 | 3 | 31 |
| 2012–2013  | Toronto Maple Leafs                | NHL        | 45  | 0 | 8  | 8  | 85  | 4  | 0 | 1 | 1 | 7  |
|            | Toronto Marlies                    | AHL        | 30  | 2 | 3  | 5  | 114 | —  | — | — | — | —  |
| 2013–2014  | Toronto Maple Leafs                | NHL        | 19  | 0 | 1  | 1  | 33  | —  | — | — | — | —  |
|            | Edmonton Oilers                    | NHL        | 23  | 1 | 0  | 1  | 43  | —  | — | — | — | —  |
| 2014–2015  | New Jersey Devils                  | NHL        | 34  | 0 | 4  | 4  | 55  | —  | — | — | — | —  |
|            | Albany Devils                      | AHL        | 18  | 1 | 2  | 3  | 45  | —  | — | — | — | —  |
| NHL totalt | NHL totalt                         | NHL totalt | 219 | 4 | 18 | 22 | 302 | 5  | 0 | 1 | 1 | 7  |
| AHL totalt | AHL totalt                         | AHL totalt | 326 | 8 | 52 | 60 | 549 | 17 | 0 | 3 | 3 | 31 |
| OHL totalt | OHL totalt                         | OHL totalt | 117 | 0 | 13 | 13 | 225 | 20 | 0 | 4 | 4 | 30 |